# Babenhausen (Baviera)
Babenhausen è un comune tedesco di 5 219 abitanti, situato nel land della Baviera. È bagnato dal fiume Günz.

## Amministrazione

### Gemellaggi
Babenhausen è gemellata con le seguenti città:
- Argentré[2]